# Оман на літніх Олімпійських іграх 2012
Оман брав участь у Літніх Олімпійських іграх 2012 року в Лондоні (Велика Британія) увосьме за свою історію. За спортивну честь країни боролися 4 спортсмени у 2 видах спорту (легка атлетика та стрільба), які, проте, не завоювали медалей. Прапороносцем Оману на цих Іграх був Ахмед Аль Гатмі (англ. Ahmed Al Hatmi).